# Психологічний горор
Психологічний горор — це піджанр жахів та психологічної фантастики, в якому особлива увага приділяється ментальним, емоційним та психологічним станам людини, щоб налякати, стурбувати та/або засмутити аудиторію. Піджанр часто перетинається з спорідненим піджанром психологічного трилера і часто використовує елементи таємниці та персонажів з нестабільним, ненадійним або порушеним психологічним станом для посилення напруженості, драматизму, дії та параної обстановки й сюжету, а також для створення загальної неприємної, тривожної або наводячи страх атмосфери.

## Опис
Психологічний горор зазвичай спрямований на створення дискомфорту чи страху шляхом оголення загальних або універсальних психологічних та емоційних вразливостей/страхів і розкриття темних сторін людської психіки, які більшість людей можуть придушувати чи заперечувати в собі. В аналітичній психології ця ідея називається архетипом тіньовим характеристикам: підозрілість, недовіра, невпевненість у собі та параноя по відношенню до інших собі та світу.
Іноді жанр прагне піддати сумніву чи заплутати розуміння глядачами оповіді, фокусуючись на персонажах, які самі не впевнені чи сумніваються у своєму сприйнятті реальності або власній розсудливості. Сприйняття персонажами навколишнього оточення або ситуації дійсно може бути спотворене або схильне до галюцинацій, зовнішнього маніпулювання або підбурювання з боку інших персонажів, емоційних порушень або травм, і навіть галюцинацій або психічних розладів. У багатьох випадках, так само як і в жанрі психологічного трилера, що перетинається, психологічний горор може використовувати ненадійного оповідача або давати розуміти, що деякі аспекти історії сприймаються протагоністом неточно, тим самим заплутуючи або турбуючи аудиторію і задаючи зловісний або тривожний загальний тон. В інших випадках оповідач або протагоніст може бути надійним або нібито психічно стабільним, але його поміщають у ситуацію, пов'язану з іншим персонажем чи персонажами, які психологічно, психічно чи емоційно порушені. Отже, елементи психологічного страху зосереджено психічних конфліктах. Вони стають важливими, коли герої стикаються зі збоченими ситуаціями, іноді з надприродним, аморальністю, вбивствами та змовами. У той час як інші види жахів наголошують на фантастичних ситуаціях, таких як напад монстрів, психологічний жах, як правило, приховує монстрів і включає ситуації, більш засновані на художньому реалізмі.
Сюжетні повороти — прийом, що часто використовується. Персонажі зазвичай стикаються з внутрішньою боротьбою з підсвідомими бажаннями, такими як романтичний потяг та спрага до дрібної помсти. На противагу цьому, у фантастиці з бризками та фільмами про монстрів увага часто зосереджена на химерному, інопланетному злі, з яким звичайному глядачеві нелегко доторкнутися. Однак іноді піджанри психологічного жаху та бризок перетинаються, як наприклад, у французькому фільмі жахів «Висока напруга».

## Приклади

### Фільми
- «Психо»[2]
- «Відраза»[3]
- «Дитина Розмарі»[4]
- «Сяйво»[5]

### Відеоігри
- Silent Hill[6]
- Doki Doki Literature Club![7]